# Rød horntand
Rød horntand (Ceratodon purpureus) er et meget almindeligt mos, der vokser som pionerplante på åben, sandet jord i Danmark. Mosset er især iøjnefaldende om foråret med dets purpurrøde seta og sporehuse. Navnet Horntand hentyder til sporehusets peristomtænder, som er dybt kløvede og derfor hver især kan minde om et par horn.
Rød horntand har 1-2 cm oprette skud med lancetformede, jævnt tilspidsede, 1-2 mm lange blade, der har en kraftig ribbe og
tilbagerullet rand. De rødbrune, cylindriske, som ældre furede sporehuse er meget almindelige om foråret. Sporerne er kendt for at kunne spire efter helt op til 16 års udtørring.
Rød horntand er udbredt over store dele af verden, i Europa nord til Svalbard. Arten er i øvrigt rapporteret fra Makaronesien, sydvestlige Asien, Himalaya, nordøstlige Kina, Japan, Korea, Nordamerika og Grønland.
- Setae
- Blade (Foto: Kristian Peters)